# 호리코시 고등학교
호리코시 고등학교(일본어: 堀越高等学校)는 일본 도쿄도 나카노구에 위치한 학교법인 호리코시 학원이 운영하고 있는 사립 고등학교이다. 통칭은 "호리코시"이다.

## 개설 과정
- 진학·진로 선택 과정
- 체육 과정
- 트레이트 과정
- 육영 과정

## 연혁
- 1923년 - 와요 여자대학의 전신인 와요재봉여자학원 설립자인 호리코시 지요가 호리코시 고등학교의 전신인 호리코시 고등여학교를 창립
- 1947년 - 새로운 학제에 의한 "호리코시 중학교·고등학교"로 개편
- 1951년 - 사립학교법 제정에 의한 "학교법인 호리코시학원"로 변경
- 1955년 - 정시제 과정 신설
- 1957년 - 남자부 신설
- 1959년 - 보통과 과정, 상업과 과정 신설
- 1973년 - 체육 코스 및 연예 코스 신설
- 1987년 - 중학교 폐교
- 2016년 - 신축 교사로 이전